# Szanse na przetrwanie

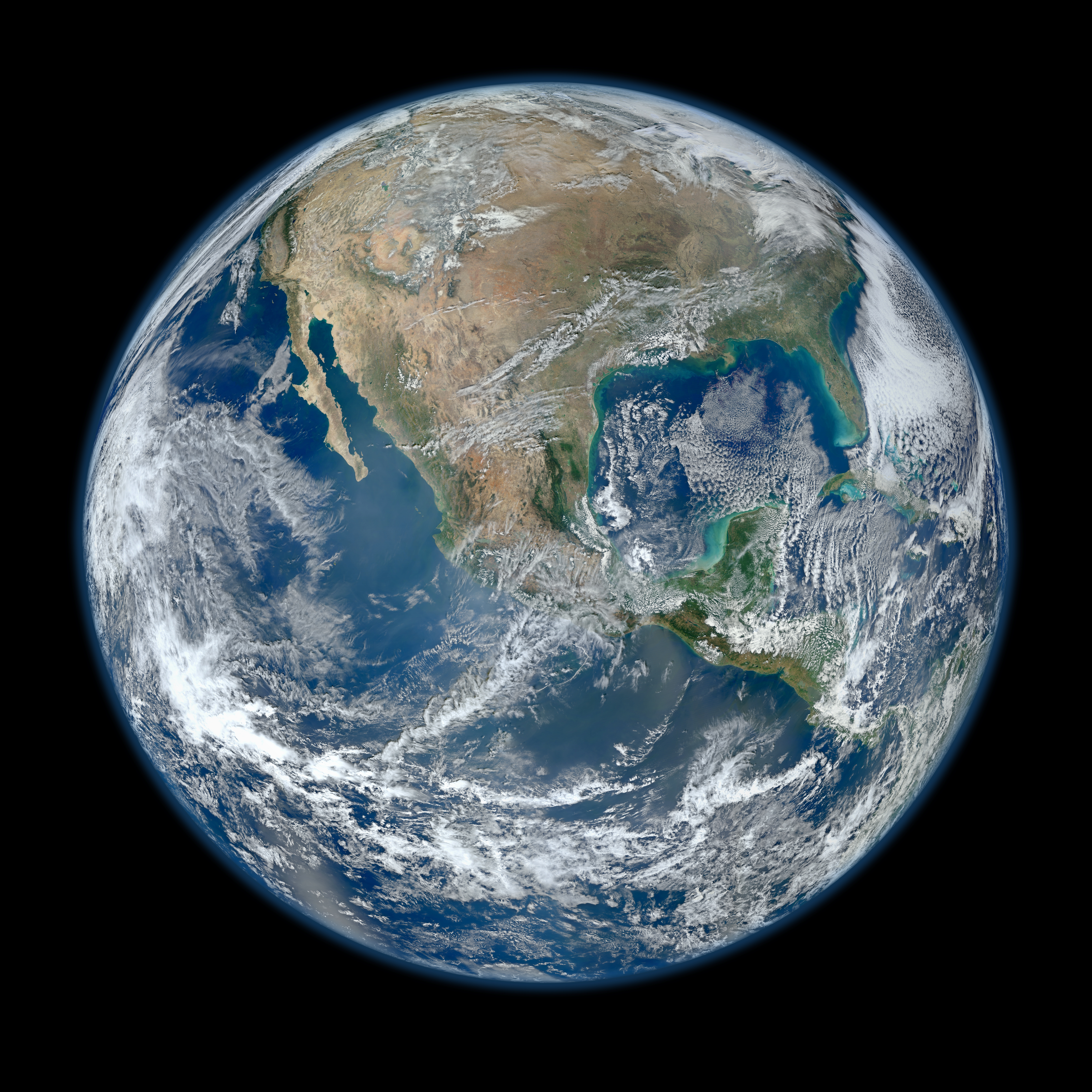
Kula ziemska, poprzez zachowanie cech niezbędnych ku zapewnieniu trwałego stanu rzeczy, będzie w stanie zapewnić ludzkości warunki niezbędne do życia w postaci, w jakiej istniało dotychczas

Szanse na przetrwanie (stabilność, zdolność do podtrzymania, utrzymanie się na powierzchni; ang.: sustainability) – takie cechy jak zdolność do zapewnienia sprzyjających ku czemuś warunków, zdolność konserwacji oraz wytrzymałość. Od lat 80. XX wieku zapewnienie ludzkości sprzyjających do życia warunków polega na scaleniu ze sobą czynników środowiskowych, ekonomicznych i społecznych i sprawowaniu nad nimi ogólnoświatowego nadzoru, w tym w sferze odpowiedzialnego wykorzystywania zasobów naturalnych.
W dziedzinie ekologii, szanse na przetrwanie i stabilność polegają na urozmaiceniu, prężności i żywotności systemów biologicznych na przestrzeni długiego czasu, co jest niezbędnym warunkiem dla dobra ludzkości i innych stworzeń. Dziewicze i nieskażone bagna i puszcze to przykłady trwałych i stabilnych systemów biologicznych. Trwałe i stabilne systemy ekologiczne i środowiska to źródła zasobów, zwanych „darami natury”. Zachodzą w nich procesy, które są niezbędnymi dla nas świadczeniami systemu ekologicznego.
Istnieją dwie główne metody regulacji wpływu człowieka na dary natury. Jedna z nich to strategia środowiskowa, która opiera się głównie na informacjach przekazanych przez specjalistów od nauk przyrodniczych i ochrony środowiska. Inna alternatywa to regulacja wykorzystywania zasobów oparta w głównej mierze na informacjach uzyskanych od specjalistów z dziedziny ekonomii.
Przetrwanie gatunku ludzkiego splata się z ekonomią poprzez konsekwencje niekontrolowanej działalności handlowej. Dążenie ku zwiększeniu szans na przetrwanie (lub na przetrwanie przystosowalne) przy zachowaniu zarazem warunków bytowych na odpowiednim poziomie, to zadanie społeczne, które pomiędzy innymi wiąże się z prawem międzynarodowym i krajowym, gospodarką przestrzenną, transportową, regionalnymi i indywidualnymi trybami życia oraz etycznym konsumpcjonizmem. Racjonalny tryb życia może przybrać rozmaite formy, od odpowiedniego przystosowania gospodarki urbanistycznej (np. ekologiczne wioski i osiedla miejskie) po przekształcenie metod pracy (np. poprzez przerzucenie się na samowystarczalną gospodarkę rolną, „zielone” budynki), lub też wynalezienie i zastosowanie nowych rozwiązań technologicznych, umożliwiających zmniejszenie zużycia zasobów naturalnych, takich jak technologie odnawialnych zasobów energetycznych.